# Jerzy Vetulani
Pour les articles homonymes, voir Vetulani.
Jerzy Adam Gracjan Vetulani  (né le 21 janvier 1936 à Cracovie et mort le 6 avril 2017 dans la même ville est un pharmacologue, biochimiste et neuroscientifique polonais, un professeur de sciences naturelles.
Il est membre de l'Académie polonaise des sciences et de l'Académie polonaise des arts et sciences.

## Biographie
Son père Adam Vetulani est historien du droit et sa mère Irena Latinik-Vetulani (en) est biologiste.
Jerzy Vetulani a étudié la biologie et de la chimie à l'université Jagellonne. Il est un docteur honoris causa de l'université de médecine de Silésie et de l'université de médecine de Łódź. Il a été décoré de la Croix de Chevalier de l'Ordre Polonia Restituta en 2004.
Il a écrit plusieurs livres de vulgarisation scientifique et il a publié des articles dans des magazines populaires. Il parle souvent à des conférences scientifiques. Il est souvent invité à la radio et à la télévision.